# Jasiel Rivero
Jasiel Rivero Fernández (La Habana, Cuba, 31 de octubre de 1993) es un baloncestista cubano que se desempeña como ala-pívot y que también puede jugar de pívot. Actualmente pertenece a la plantilla del Estrella Roja  de la ABA Liga.

## Carrera

### Carrera amateur
Jugó en los Capitalinos de La Habana en la temporada 2014-2015 disputó 25 partidos promediando 14,8 puntos y 4,9 rebotes por partido.

### Club Atlético Tabaré
Tras ser una de las jóvenes promesas del baloncesto cubano, en el 2015 comienza su carrera como profesional, siendo el Tabaré de Uruguay el que le da la oportunidad de integrarse a sus filas. Un poco después de su debut con ese equipo sufre una lesión que lo hace regresar a Cuba para realizar una prolongada recuperación que lo hizo estar el resto de la temporada alejado de las canchas.

### Estudiantes de Concordia
En enero de 2016 y ya recuperado totalmente, es contratado por el Estudiantes de Concordia de la Liga Nacional de Básquet de cara a la temporada 2015-16. Participó en 16 partidos, promediando 8,9 puntos, 4,1 rebotes y 0,8 asistencias, antes de viajar hacía Cuba, tras resentirse de la lesión sufrida un año atrás. No se pudo reincorporar hasta la temporada 2017-18, donde obtuvo mucho más protagonismo disputando 35 partidos, promediando 18,0 puntos, 5,6 rebotes y 1,1 asistencias. En los playoffs promedió 18,5 puntos, 2,0 rebotes y 1,8 asistencias durante 4 partidos, pese a esto, su equipo es eliminado sin opción de seguir en la competición.

### Boca Juniors
En el 2018, y gracias a sus buenos resultados alcanzados en la anterior campaña, el San Pablo Burgos de la Liga ACB lo ficha pero al mismo tiempo lo cede al Boca Juniors para disputar la Liga Nacional de Básquet 2018-19. Al finalizar dicha temporada, promedió 19,1 puntos, 5,0 rebotes y 1,5 asistencias durante 37 partidos. En los Playoffs participó en 10 partidos, junto con 14,4 puntos, 6,0 rebotes y 1,2 asistencias como promedio. Al finalizar el torneo fue escogido para el Mejor quinteto de la LNB.

### San Pablo Burgos
En agosto de 2019, el San Pablo Burgos retoma su contrato para disputar la temporada 2019–20 de la Liga Endesa y la Liga de Campeones de Baloncesto 2019-2020, para un nuevo proyecto comandado por Joan Peñarroya. Entre todas las fases participó en 16 partidos, siendo titular en 5, promediando 6,8 puntos, 3,0 rebotes y 0,7 asistencias, mientras en la Basketball Champions League, donde fue campeón junto con su equipo, jugó en 17 partidos promediando 8,9 puntos, 5,0 rebotes y 0,8 asistencias. En la temporada 2020–21, segunda campaña con el ahora Hereda San Pablo Burgos por cuestión de patrocinio, promedió 12,4 puntos, 5,6 rebotes y 1,1 asistencias en 34 partidos siendo incluido en el Segundo Mejor Quinteto de la ACB. El 9 de mayo de 2021 revalida su título de campeón de la Liga de Campeones de Baloncesto junto a su equipo, al vencer en la final de la competición al Pinar Karsiyaka de Turquía. En dicho torneo promedió 12,8 puntos, 6,8 rebotes y 1,5 asistencias durante 13 juegos, siendo así seleccionado en el Segundo Equipo Ideal.

### Valencia Basket
El 15 de julio de 2021, firma por el Valencia Basket de la Liga Endesa por dos temporadas.. Durante la  campaña 2021-22, promedia 9,7 puntos, 4,2 rebotes y 0,7 asistencias en 31 juegos, mientras en los Playoffs presenta un rendimiento de 13 puntos, 3 rebotes y 1,7 asistencias en 3 partidos, destacó en el segundo juego contra el Baskonia, realizando 27 puntos, con valoración de 31 cartones. En la Eurocup, realiza un promedio de  12,6 puntos, 4,4 rebotes y 0,9 asistencias en 20 desafíos, quedando su equipo eliminado en semifinales frente al Virtus Segafredo Bologna, el 4 de mayo del 2022.

### Maccabi Tel Aviv Basketball Club
El 30 de julio de 2023, firma por el Maccabi Tel Aviv Basketball Club de la Ligat Winner.

### Estrella Roja
El 18 de julio de 2025 fichó por el Estrella Roja  de la ABA Liga.

## Selección nacional
Ha representado al seleccionado cubano en el XXIV Campeonato de baloncesto de Centroamérica y el Caribe, donde promedió 8,3 puntos y 2,8 rebotes en 6 partidos jugados, quedando en el cuarto lugar, en el Campeonato FIBA Américas de 2015, promedió 15 puntos y 6,5 rebotes en cuatro partidos, donde la selección de Cuba terminó en la décima posición del mencionado FIBA Américas 2015 y no pudo participar en el XXIV Campeonato de baloncesto de Centroamérica y el Caribe ya que se estaba recuperando de una intervención quirúrgica. Ha sido regular en la selección cubana en todos los partidos a partir de la convocatoria al Centrobasket 2014. Fue convocado para disputar la Clasificación de FIBA Américas para la Copa Mundial de Baloncesto de 2019 donde el seleccionado cubano no logró ninguna victoria al haber disputado seis partidos. Participa en la Clasificación de FIBA Américas para la Copa Mundial de Baloncesto de 2023

### Participaciones con la selección
- Actualizado hasta el 24 de febrero de 2022.

| Torneo                        | Sede    | Resultado |
| ----------------------------- | ------- | --------- |
| Centrobasket 2014             | México  | Cuarto    |
| FIBA Américas 2015            | México  | Décimo    |
| Clasificación al Mundial 2019 | América | Eliminado |
| Clasificación al Mundial 2023 | América | Eliminado |

## Palmarés

### Competencias Internacionales
| Competición internacional (3)              | Títulos                    | Subcampeonatos |
| ------------------------------------------ | -------------------------- | -------------- |
| Mundial de Clubes / Intercontinental (1/1) | 2021.                      |                |
| Liga de Campeones (2)                      | 2019-20, 2020-21. (Récord) |                |